# Roberto Tyrrel
Roberto Evans Tyrell Jessamy (10 de abril de 1936 – 25 de abril de 1999) fue un futbolista panameño que jugó portero  10 años como amateur en Panamá y 14 años como profesional en la  Primera División de Costa Rica.

## Vida personal y muerte
Nació en 1936 en el barrio El Cangrejo, Ciudad de Panamá, uno de los cinco hijos de Carlos Ricardo Tyrell y Olga Amanda Jessamy de Tyrell. Tyrell estuvo casado con la costarricense Ana Cecilia Marín Alfaro durante 37 años y la pareja tuvo tres hijos. Trabajó para una empresa cervecera panameña y para una empresa de alambres y cables. Padecía cáncer de próstata y murió en abril de 1999 de un infarto mientras jugaba con uno de sus nietos.

## Trayectoria
El debut de Roberto Tyrell se produjo cuando tenía 14 años con el equipo panameño Don Bosco, y también jugó en los equipos locales Ancón y Unión Española, hasta que finalmente recaló en 1961 en el equipo profesional costarricense Alajuelense, donde se convirtió en el primer extranjero contratado por dicho equipo. Allí ganó tres campeonatos de Primera División (1966, 1970 y 1971) y salió campeón de la Copa Campeón de Campeones de Costa Rica 1967 aún con la LD Alajuelense. Se dice que su partido más destacado fue contra el AD Ramonense en 1970, donde jugó en el centro del campo y marcó dos goles contra los poetas. Jugó 189 partidos ligueros con la Liga.Se retiró en 1974.

## Selección nacional
En su Panamá natal es considerado uno de los mejores porteros que ha defendido la portería panameña, aunque jugó muy poco en su selección. Su debut con la selección de Panamá siguió cuando jugó en el VII Juegos Centroamericanos y del Caribe en San José, Costa Rica en diciembre de 1954 y el Torneo Juvenil de la Concacaf 1962 como miembro de la selección juvenil. Tyrrel luego jugó el Campeonato de Naciones de la Concacaf de 1963 y totalizó 6 partidos con la selección nacional hasta su retiro en 1974.

## Clubes
| Club           | País       | Año         |
| -------------- | ---------- | ----------- |
| Don Bosco      | Panamá     | 1950 - 1954 |
| Ancón          | Panamá     | 1955 - 1957 |
| Unión Española | Panamá     | 1958 - 1960 |
| LD Alajuelense | Costa Rica | 1961 - 1974 |

## Palmarés

### Títulos nacionales
| Título               | Club           | País       | Año  |
| -------------------- | -------------- | ---------- | ---- |
| Primera División     | LD Alajuelense | Costa Rica | 1966 |
| Campeón de Campeones | LD Alajuelense | Costa Rica | 1967 |
| Primera División     | LD Alajuelense | Costa Rica | 1970 |
| Primera División     | LD Alajuelense | Costa Rica | 1971 |